# Føyno
Føyno, est une île norvégienne du comté de Vestland appartenant administrativement à Stord.

## Description
Elle s'étend sur environ 1,4 km de longueur pour une largeur approximative de 1,4 km. 